# Дин Цзе
Дин Цзе (кит. упр. 丁捷, пиньинь Dīng Jié; 29 апреля, 1987, Далянь, Ляонин) — китайский футболист, полузащитник. С 2005 года выступает в клубе «Чунцин Лифань».

## Карьера

### Клубная карьера
Дин Цзе был приглашен в основную команду «Ляонин» в 2005 году из молодёжного состава. Дебют состоялся 4 сентября 2005 года в матче против Бэйцзин Гоань — в это же игре он забил победный гол, а команда одержала победу со счётом 3-2. Однако, даже удачный дебют не гарантировал ему место в основе — постоянным игроком Дин становится только в сезоне 2007 года. В сезоне полузащитник показал отменные лидерские качества, а также как голеадор — в девятнадцати играх он забил шесть мячей. Однако, команду преследовали неудачи и по итогам сезона 2008 года она покинула высший дивизион. Несмотря на это, Дин остался в клубе и с ним завоевал путевку в Суперлигу уже на следующий год.
2 января 2016 года Дин перешёл в другой клуб Суперлиги, «Чунцин Лифань».

## Клубная статистика
| Год  | Команда | Страна | Дивизион | Матчи | Мячи |
| ---- | ------- | ------ | -------- | ----- | ---- |
| 2005 | Ляонин  | Китай  | 1        | 4     | 1    |
| 2006 | Ляонин  | Китай  | 1        | 5     | 1    |
| 2007 | Ляонин  | Китай  | 1        | 19    | 6    |
| 2008 | Ляонин  | Китай  | 1        | 23    | 2    |
| 2009 | Ляонин  | Китай  | 2        | 17    | 4    |
| 2010 | Ляонин  | Китай  | 1        | 26    | 1    |
| 2011 | Ляонин  | Китай  | 1        | 14    | 1    |
| 2012 | Ляонин  | Китай  | 1        | 26    | 0    |
| 2013 | Ляонин  | Китай  | 1        | 8     | 0    |

## Достижения
«Ляонин Хувин»
- Победитель Первой лиги Китая: 2009